# Miroslav Kulmer (stariji)
Miroslav (Friedrich) Kulmer (Zagreb, 6. ožujka 1814. – Zagreb, 28. veljače 1877.) bio je hrvatski general austro-ugarske vojske i prvi zapovjednik Kraljevskog hrvatskog domobranstva.

## Životopis
Rođen je u obitelji štajerskog podrijetla, koja je od početka 18. stoljeća živjela u Hrvatskoj.  Završio je vojnu školu u Mariboru i matematičku gimnaziju u Karlovcu. 1831. postao je zastavnik, 1834. potporučnik, a 1842. natporučnik u 4. slunjskoj graničarskoj pukovniji. Kao bojnik se borio s 3. ogulinskom graničarskom pukovnijom na talijanskoj bojišnici 1848. 1849. borio se s Jelačićem protiv Mađara te je postao vojni zapovjednik Velike Kaniže. 1854. unaprijeđen je u čin pukovnika. Umirovljen je 1860., kada mu se dodjeljuje titula grofa. Reaktivirao se 1869. te je imenovan prvim zapovjednikom hrvatsko-slavonskog domobranstva. Vodio je izgradnju i organizaciju domobranstva. Uveo je hrvatski jezik, zastave i znakovlje u Kr. hrvatsko domobranstvo. Doprinio je i raspuštanju vojne krajine i njenom uključenju u sastav Hrvatske. 30. listopada 1871. unaprijeđen je u čin general-bojnika, a 1. srpnja 1875. konačno odlazi u mirovinu. 

## Stvaranje Kr. hrvatskog domobranstva
Nakon austro-ugarske nagodbe bilo je izuzetno osjetljivo pitanje vojne organizacije Trojedne Kraljevine, jer Hrvati ne bi prihvatili biti dio vojske protiv koje su se pod Jelačićem borili prije dvadeset godina. Tako je pri rješavanju ovih dvojbi došlo do žestokih prijepora, gdje se posebno istakao grof Miroslav Kulmer. On je predložio da se nova vojska u Hrvatskoj ne zove "Honvedseg" nego Domobranstvo. Tu svoju zamisao vrlo uspješno je obranio i pred samim carom Franjom Josipom I.
Pošto je u Hrvatskoj uvedeno domobranstvo, a u službi mu bio ozakonjen hrvatski jezik, trebalo je prevesti cijeli vojnički pravilnik i sve naredbe na hrvatski. Tadašnji zapovjednik domobranstva, Miroslav Kulmer je smatrao da bi to najbolje mogao učiniti Bogoslav Šulek.

## Obitelj
Miroslav Kulmer stariji bio je brat Franje Kulmera, važnog političara s titulom viteza, koji je caru i kralju Franji Josipu I. predložio Josipa Jelačića za bana. Miroslavov sin Milan bio je austrijski mornarički časnik, a sin Milanov i unuk Miroslava st., grof Aleksandar Kulmer, gospodar Cernika kraj Nove Gradiške od 1918. do 1943., kad ga je napustio, ogorčen njemačkim zaposjedanjem dvorca. Aleksandar Kulmer je bio otac Ferdinandu Kulmeru (1925. – 1998.), značajnom hrvatskom slikaru.

## Naslijeđe
Vojarna Kralj Tomislav u Zagrebu je od 1912. do 1918. nosila ime grofa Miroslava Kulmera, prvog zapovjednika Kraljevskog hrvatskog domobranstva.

## Zanimljivost
Kulmerov obiteljski dvorac u Šestinama, razoren nakon Drugog svjetskog rata, kupio je i obnovio Ivica Todorić kao svoju rezidenciju.